# Таламотомия

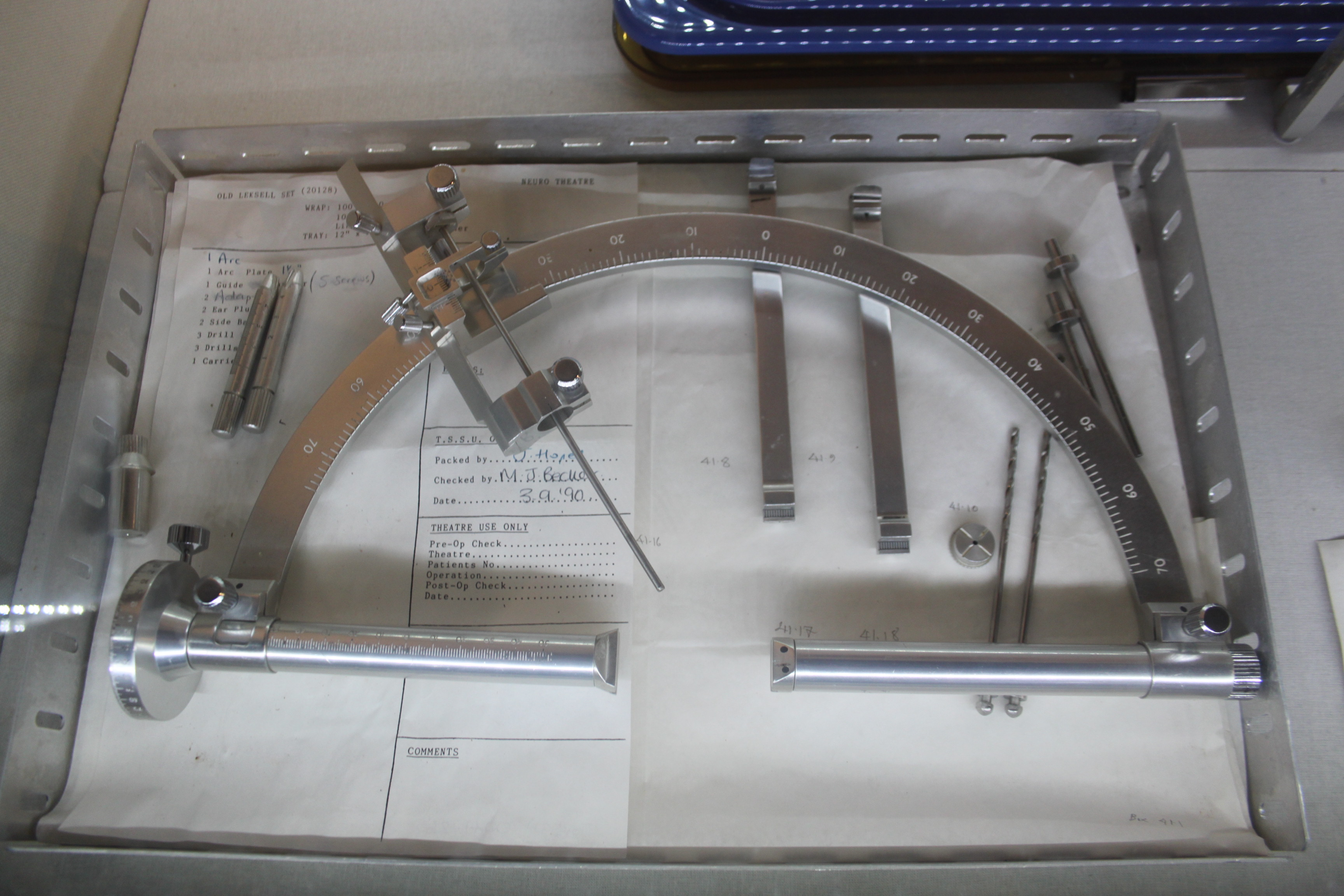
Рамка для стереотаксической таламотомии, выставленная в Музее Гленсайд

Таламотомия — это нейрохирургическая операция, при которой пациенту наносится небольшое, точно стереотаксически локализованное, повреждение таламуса, точнее, некоторых из его ядер.

## Показания
Таламотомия является сложной нейрохирургической операцией, имеющей необратимые последствия и иногда вызывающей тяжёлые побочные эффекты и осложнения. Поэтому таламотомия как метод лечения обычно резервируется для пациентов, резистентных к более традиционным, стандартным и менее инвазивным, менее травматичным методам лечения, таким как фармакологическое лечение, биологическая обратная связь, транскраниальная магнитная стимуляция, имплантация таламического стимулятора.

## Субталамотомия
Субталамотомия — это нейрохирургическая операция, при которой повреждение наносится не таламусу, а субталамусу, точнее субталамическому ядру. Эта операция бывает эффективна в устранении двигательных расстройств, связанных с болезнью Паркинсона. Поскольку раньше субталамус называли «вентральным таламусом», в противоположность собственно таламусу, называвшемуся тогда дорсальным таламусом, и рассматривали его как часть таламуса, то субталамотомия также описывается здесь.

## Хирургическая процедура
Таламотомия может быть выполнена инвазивным или неинвазивным методом. Если операция проводится инвазивно,то  нейрохирург будет использовать стереотактический метод, который обеспечивает возможность  определения части мозга, которая нуждается в лечении. Сначала к голове  прикрепляется рама с четырьмя контактами. Затем врач проводит подробное сканирование мозга с использованием компьютерной томографии (КТ) или магнитно-резонансной томографии (МРТ), чтобы определить точное местоположение части мозга, которая нуждается в операции, а также путь через мозг, чтобы подобраться к ней. Во время операции пациент бодрствует, однако часть мозга, которую оперируют, находится под  наркозом. Хирург делает разрез головы (около 2 дюймов (5 см) в длину), затем вставляет полый зонд через небольшое отверстие, просверленное в черепе, в конкретное место.  Хотя восстановление после операции обычно требует только двухдневного пребывания в больнице, полное выздоровление обычно занимает около 6 недель.
Таламотомия может выполняться без разрезов с помощью ультразвуковых волн. Ультразвуковые волны вызывают постепенное потепление ткани до тех пор, пока не произойдет абляция, которая клинически рассматривается как разрешение тремора. Во время процедуры пациент бодрствует. Таким образом, если есть какие-либо неблагоприятные эффекты, площадь таламуса, которая обрабатывается, может быть отрегулирована до того, как произойдет абляция.

## Осложнения
У некоторых из пациентов, как показали  кубинские исследования, развивались осложнения после операции,  но симптомы уменьшались (до того момента, когда пациенты могли их терпеть) через три-шесть месяцев.
Одними из наиболее распространённых осложнений являются риск инсульта, нарушения речи и / или  проблемы со зрением.

## Результаты клинических исследований
В исследовании 2009 года проводилось наблюдение за 89 пациентами с болезнью Паркинсона, перенесших одностороннюю субталамотомию. Наблюдалось снижение уровня моторных нарушений по унифицированной рейтинговой шкале болезни Паркинсона (UPDRS), дозы леводопы были существенно снижены на 45%, 36% и 28% через 12, 24 и 36 месяцев после хирургии соответственно. Односторонняя субталамотомия связана с существенными улучшениями моторных функций с противоположной стороны от деструктированного участка. Требуются дополнительные исследования, чтобы определить, какие факторы приводят к cтойкой, тяжелой хорее и баллизму среди части пациентов.
Ранее было проведено исследование 18 пациентов с болезнью Паркинсона, перенесших одну или более двусторонних субталамотомии. Один из пациентов был исключен из дальнейшего анализа в связи с развившейся мультисистемной атрофией. Моторные функции улучшились на 58% в период ухудшения симптомов и на 63% в период улучшения симптомов. Ежедневная доза леводопы была уменьшена в среднем на 72%. У трех пациентов после операции развилась тяжелая хорея, состояние улучшилось через 3-6 месяцев.
В другом исследовании микроэлектродное картирование (направленная стереотактическая хирургия на субталамическом ядре) было проведено на 8 пациентах с болезнью Паркинсона; результаты показали что субаталамотомия может снизить проявления основных симптомов болезни Паркинсона, снизить дозировку леводопы, снизить побочные эффекты медикаментозного лечения, и улучшить качество жизни.